# 益尾美太郎
益尾 美太郎（ますお よしたろう、1893年〈明治26年〉2月20日 - 1941年〈昭和16年〉）は、日本の醸造家、鳥取県多額納税者。益尾酒造店、清酒（眞壽鏡、不老）醸造、醤油（眞壽花）醸造。

## 経歴
鳥取県米子市道笑町出身。益尾徳次郎の長男。1929年、家督を相続する。米子中学（現米子東高校）を卒業。酒造業を営み、鳥取県多額納税者である。

## 人物
貴族院多額納税者議員選挙の互選資格を有する。
趣味は囲碁。宗教は黒住教。住所は米子市道笑町1丁目。

## 家族・親族
益尾家
- 父・徳次郎[6]（酒造業、益尾合名会社業務担当社員[10]、大地主） - 「伯耆国地価10000円以上所有者」である[11]。
- 母・たい（1870年 - ?、島根、佐伯太助の長女）[6]
- 妻（1899年 - ?、鳥取、益尾吉太郎の三女）[12]
- 長男・喜平（1918年 - ?、鳥取県多額納税者、酒造業）[12] - 趣味は運動[12]。宗教は黒住教[12]。
- 二男・兵衛（1919年 - ?、酒造業）[13] - 阪大工科を卒業[13]。民自党支持[13]。宗教は黒住教[13]。住所は米子市道笑町2丁目[13]。
  - 同妻（1924年 - ?、農学博士・橋谷義孝の三女）[14]
- 三男・醇造[6]
- 四男・興[6]
- 五男・信[6]（益尾酒造本店社長[15]）
- 六男・拓[6]
- 長女・淑子（鳥取、遠藤馬次郎の妻）[6]
- 次女・幸子[6]
- 三女・光子[6]

親戚
- 妻の父・益尾吉太郎（鳥取県多額納税者、商業、益尾製油所、大地主、米子町会議員）